# 葛栄
葛 栄（かつ えい、生年不詳 - 528年）は、北魏の反乱指導者。

## 経歴
懐朔鎮にあって鎮将の位に上った。526年（孝昌2年）、鮮于修礼に従って定州の反乱に参加した。8月、反乱軍の将の元洪業が鮮于修礼を斬り、北魏に降伏の姿勢をみせると、葛栄は元洪業を殺害して、定州の反乱軍の指揮権を掌握した。9月、北魏の広陽王元淵・章武王元融の軍と白牛邏で戦い、章武王元融を敗死させた。また自らを天子を称し、国号を斉と定め「広安」と元号を定めた。
527年（孝昌3年）1月、殷州を攻め落とした。11月、冀州を陥落させた。12月、陽平の東北の漳水の曲で北魏の都督の源子邕や裴衍らと戦い、両将を敗死させた。528年（武泰元年）2月、杜洛周を殺して、その勢力を併呑した。3月、滄州を攻略し、刺史の薛慶之を捕らえた。同年（建義元年）6月、僕射の任褒に車3万乗あまりを率いて南進させ、沁水まで進出させたが、北魏の上党王元天穆らの攻撃を受けた。葛栄は退却して相州の北に駐屯した。7月、葛栄の別帥で王を称する7人が高歓に降った。8月、葛栄は相州を包囲した。9月、爾朱栄と滏口で戦い、葛栄は捕らえられた。同年（永安元年）10月、葛栄の身柄は洛陽に送られて、都の市で斬られた。

## 伝記資料
- 『魏書』巻9 粛宗紀第9
- 『魏書』巻10 孝荘紀第10
- 『北史』巻4 魏本紀第4
- 『北史』巻5 魏本紀第5